# Diglycidylether
Diglycidylether is een organische verbinding met als brutoformule C6H10O3. Het is een brandbare, kleurloze vloeistof met een scherpe geur. Chemisch gezien bestaat de molecule uit een etherfunctie, waaraan aan beide zijden een glycidylgroep is gebonden. De molecule is bijgevolg symmetrisch opgebouwd.

## Toxicologie en veiligheid
De stof kan waarschijnlijk ontplofbare peroxiden vormen en kan bij verwarming ontploffen. Diglycidylether reageert met sterk oxiderende stoffen.